# Barbara Hambly
Barbara Joan Hambly (San Diego, 28 augustus 1951) is een zeer productief Amerikaans schrijfster van romans en scenario's.
Zij schrijft in de genres fantasy, sciencefiction, mystery, historische fictie en griezelverhalen, met invloeden van schrijvers als L. Frank Baum en J.R.R. Tolkien. Haar werk bestaat vooral uit verhalen die plaatshebben in zelf bedachte werelden, maar ze heeft ook romans op haar naam staan die gebaseerd zijn op Star Trek, Star Wars en de televisieserie Beauty and the Beast uit 1987-1989. Ze woont in Californië met haar honden, katten en hagedissen.

## Biografie
Hambly werd geboren in San Diego en groeide op in Montclair, Californië. Ze heeft een oudere zus genaamd Mary en een jongere broer, Ed. Ze studeerde aan de Universiteit van Californië te Riverside. Ten behoeve van haar studie ging ze een jaar naar Bordeaux in het zuidwesten van Frankrijk en in 1975 behaalde ze een mastertitel in de geschiedenis van de Middeleeuwen. Haar eerste roman was Time of the Dark uit 1982, uitgebracht bij Del Rey Books.
Voordat ze schrijfster werd had Hambly verscheidene beroepen waarbij ze de tijd had om te schrijven. In al haar boeken staat een biografieparagraaf met een litanie voor de banen van high school-onderwijzeres, model, serveerster, technisch editor, drankwinkelbediende en karatelerares. Hambly stond van 1994 tot en met 1996 aan het hoofd van de Science Fiction and Fantasy Writers of America, Inc.
Veel van Hambly's werk is genomineerd geweest voor een prijs in de categorieën fantasy en horror, en ze won de Locus Award voor "Best Horror Novel" voor haar roman "Those Who Hunt the Night" uit 1989 en de Lord Ruthven Award voor fictie voor het vervolg "Travelling With the Dead" uit 1996.